# Funastrum flavum
Funastrum flavum är en oleanderväxtart som först beskrevs av Joseph Decaisne, och fick sitt nu gällande namn av Gustaf Oskar Andersson Malme. Funastrum flavum ingår i släktet Funastrum och familjen oleanderväxter. Inga underarter finns listade i Catalogue of Life.